# Trevessa
Die Trevessa (gebaut als Imkenturm) war ein Frachtschiff, das durch seinen Untergang an der Südküste von Mauritius im Jahr 1923 bekannt wurde.

## Das Schiff
Die 1909 fertiggestellte Imkenturm der Deutschen Dampfschifffahrts-Gesellschaft „Hansa“ (DDG „Hansa“) war das dritte Schiff der Warturm-Klasse, die seit 1908 in den Dienst der Reederei kam.
Im Ersten Weltkrieg wurde das Schiff 1914 in Surabaja durch die Holländer interniert und 1919 von den Niederlanden an Großbritannien abgegeben. Neuer Eigentümer wurde die Hain Steamship Co., die das Schiff in Trevessa umbenannte.

## Der Schiffbruch
1923 war das Schiff von Fremantle in Australien mit einer Ladung Zinkkonzentrat auf dem Weg nach Südafrika. Etwa 1700 Meilen von Mauritius entfernt sank die Trevessa am 4. Juni 1923 auf hoher See nach Beschädigungen durch hohen Seegang. Die Besatzung ging an Bord der beiden Rettungsboote und versuchte an ein rettendes Ufer zu gelangen. Im ersten Boot hatten 20 Matrosen unter dem Kommando von Herren Foster und im zweiten 25 Matrosen unter dem Kommando von Kapitän Smith Platz gefunden. Nach 5 Stunden verloren sie den Sichtkontakt zueinander.
An Bord befanden sich nur geringe Lebensmittel- und vor allem Wasservorräte, so dass sich bald Durst ausbreitete und die ersten Menschen verdursteten.
Wie durch ein Wunder wurde das Boot von Foster nach 22 Tagen an die Küste der Insel Rodrigues getrieben. Drei Matrosen waren tot, die anderen konnten gerettet werden. Nach 25 Tagen erreichte auch das Boot von Smith Land. Sie landeten in Mauritius bei Bel Ombre. Dieses Boot hatte 9 Tote zu beklagen (später starb noch ein Matrose an Land). Die Vorräte waren trotz harter Rationierung vollständig aufgebraucht. Lediglich ein Brot war noch erhalten. Es befindet sich heute im Geschichts- und Marinemuseum in Mahébourg. Die Geretteten waren in schlechtem Zustand und wurden im Krankenhaus in Port Louis gesund gepflegt. Danach kehrten die Matrosen nach Australien zurück.

## Das Gedenken
Die Rettung der Matrosen führte zu umfangreicher Berichterstattung und war auf Mauritius ein wichtiges Ereignis. Der Bischof der Insel, Golding Bird besuchte die Geretteten. In Bel Ombre schlug der Leiter der dortigen Zuckerplantage, James Albert Wilson, in dessen Haus die Matrosen zunächst untergekommen waren, vor, einen Gedenkstein zu setzen. Dieser wurde am Ende des Strandes nahe dem Friedhof von St. Martin aufgestellt und durch den Gouverneur der Insel, Sir Herbert Read, eingeweiht. Das Denkmal wurde später unter Denkmalschutz gestellt. 1955 veröffentlichte Fritz-Otto Busch ein Buch über den Schiffbruch der Trevessa.